# Шалимовка (Верхнежёрновское сельское поселение)
Шали́мовка — деревня в Покровском районе Орловской области России. Административный центр Верхнежёрновского сельского поселения.

## География
Деревня находится на расстоянии 22 км юго-востоку от посёлка городского типа Покровское, административного центра района, и 90 км к юго-востоку от города Орёл, административного центра области.

### Часовой пояс
Деревня Шалимовка, как и вся Орловская область, находится в часовой зоне МСК (московское время). Смещение применяемого времени относительно UTC составляет +3:00.

## Население
| 2002 | 2010 |
| ---- | ---- |
| 166  | ↘143 |

### Национальный состав
Согласно результатам переписи 2002 года, в национальной структуре населения русские составляли 94 % из 166 чел.

## Известные уроженцы
- Васютин, Сергей Касьянович (1912—1976) — советский навалоотбойщик, Герой Социалистического Труда.